# هرمان هوت
هرمان «پاپا» هوت (بالألمانية: Hermann "Papa" Hoth)، وُلد في 12 أبريل 1885 وتوفي في 25 يناير 1971، ضابط بالمؤسسة العسكرية الألمانية خلال الفترة ما بين عامي 1903 و1945، نال رتبة گنرال أوبرست خلال الحرب العالمية الثانية، شارك في غزو فرنسا وإن ذاع صيته كونه أحد قادة الپانزر على الجبهة الشرقية.
قاد هوت المجموعة الثالثة پانزر أثناء الغزو الألماني للاتحاد السوڤێتي عام 1941، ثم الجيش الرابع پانزر أثناء الهجوم الألماني المُضاد في صيف عام 1942، كما حاول رفع الحصار عن الجيش السادس خلال معركة ستالينگراد فيما عُرف باسم عملية عاصفة الشتاء، لكن دون جدوى، بعدها شارك في الهجوم الألماني المُضاد على كورسك خلال صيف عام 1943 ثم معركة كێڤ بعد ذلك، وفي عهده كان الجيش الرابع پانزر المُشارك في معركة كورسك أكبر جيش مُدرّع تم تكوينه حتى ذلك الوقت على مدار التاريخ.
أُزيح عن القيادة وأُحيل إلى قوات الاحتياط بعد الهزائم المُتكررة التي نالتها القوات الألمانية في كلًا من كورسك وكێڤ قبل أن يأمر أدولف هتلر بإعادته مرة أخرى للقيادة في الأسابيع الأخيرة من الحرب حيث تولّى مهمة الدفاع عن حصن هارز حتى نهاية المعارك عام 1945، بعدها أُلقي القبض عليه وحُكم عليه بالسجن لست سنوات لارتكابه جرائم حرب قبل أن يتحوّل للتأريخ العسكري عقِب انقضاء مدة عقوبته.
| مناصب عسكرية                                       | مناصب عسكرية                                               | مناصب عسكرية                          |
| -------------------------------------------------- | ---------------------------------------------------------- | ------------------------------------- |
| سبقه لا أحد                                        | قائد المجموعة الثالثة پانزر 16 نوفمبر 1940 – 4 أكتوبر 1941 | تبعه گنرال أوبرست غيورغ-هانز راينهارت |
| سبقه گنرال دير إنفنتري كارل-هاينريش ڤون اشتولبناگل | قائد الجيش السابع عشر 5 أكتوبر 1941 – 19 إبريل 1942        | تبعه گنرال أوبرست هانز ڤون سالموت     |
| سبقه گنرال أوبرست ريتشارد روف                      | قائد الجيش الرابع پانزر 31 مايو 1942 – 26 نوڤمبر 1943      | تبعه گنرال أوبرست إرهارد راوس         |

## روابط خارجية
- هرمان هوت على موقع مونزينجر (الألمانية)